# Группа B чемпионата Европы по хоккею с шайбой среди юниорских команд
Группа В чемпионата Европы по хоккею с шайбой среди юниорских команд — ежегодное спортивное соревнование по хоккею с шайбой, которое проводилось под эгидой ИИХФ. Являлась вторым эшелоном чемпионатов Европы среди юниоров.

## История
Группа В была образована в 1969 году. Её составили сборные Швейцарии, Венгрии, Югославии и Австрии.
В 1998 году в Группе В прошёл последний чемпионат Европы, победитель которого, сборная Германии перешла в ТОП-дивизион чемпионата мира 1999 года.
Остальные команды: Италия, Польша, Белоруссия, Венгрия, Дания, Франция, Великобритания, а также победитель Группы С чемпионата Европы сборная Австрии, разыграли первый чемпионат мира в первом дивизионе.

## Результаты Группы В

### 1969—1977
| Год  | Вышли в группу A                                                          | Перешли из Группы A |
| ---- | ------------------------------------------------------------------------- | ------------------- |
| 1969 | Швейцария                                                                 | Польша              |
| 1970 | Норвегия                                                                  | Швейцария           |
| 1971 | Румыния отказалась от участия сб. Норвегии участвовала вместо сб. Румынии |                     |
| 1972 | Швейцария                                                                 | Норвегия            |
| 1973 | Польша                                                                    | ФРГ                 |
| 1974 | ФРГ                                                                       | Швейцария           |
| 1975 | Швейцария Болгария из-за эпидемии гриппа отказалась от участия            | не было перехода    |
| 1976 | Румыния                                                                   | Болгария            |

### 1977—1998
| Год  | Вышли в Группу А | Перешли в Группу С |
| ---- | ---------------- | ------------------ |
| 1977 | Норвегия         | Испания            |
| 1978 | Италия           | Бельгия            |
| 1979 | Норвегия         | Дания              |
| 1980 | Австрия          | Нидерланды         |
| 1981 | Франция          | Венгрия            |
| 1982 | Норвегия         | Югославия          |
| 1983 | Нидерланды       | Венгрия            |
| 1984 | Норвегия         | Италия             |
| 1985 | Румыния          | Венгрия            |
| 1986 | Польша           | Нидерланды         |
| 1987 | Румыния          | Болгария           |
| 1988 | ФРГ              | Великобритания     |
| 1989 | Польша           | Болгария           |
| 1990 | Франция          | не было перехода   |
| 1991 | Швейцария        | Нидерланды         |
| 1992 | Италия           | не было перехода   |
| 1993 | Швейцария        | Великобритания     |
| 1994 | Беларусь         | Испания            |
| 1995 | Словакия         | Австрия            |
| 1996 | Украина          | Румыния            |
| 1997 | Норвегия         | Словения           |
| 1998 | Германия         | не было перехода   |